# جمعية مرشدات بوليفيا
جمعية مرشدات بوليفيا هي المنظمة الإرشادية الوطنية في بوليفيا. ظهرت حركة المرشدات لأول مره في بوليفيا في عام 1915. تأسست المنظمة في عام 1958، وأصبحت عضوا منتسبا في الرابطة العالمية للمرشدات وفتيات الكشافة في عام 1966 وعضو كامل العضوية في عام 1978. تضم المنظمة حوالي 390 عضوا (اعتبارا من عام 2006).